# کیومی کاتو (کشتی‌گیر)
کیومی کاتو (انگلیسی: Kiyomi Kato؛ زادهٔ ۲۰ اوت ۱۹۴۸) کشتی‌گیر آزاد اهل ژاپن است.
وی در مسابقات کشوری و بین‌المللی در مجموع برندهٔ ۱ مدال طلا، ۱ مدال نقره شده‌است.